# George Preas
(en) Statistiques sur pro-football-reference
George Preas, né le 25 juin 1933 à Roanoke (Virginie) et décédé le 24 février 2007, était un joueur de football américain de la NFL.

## Biographie
Étudiant à Virginia Tech, il joua avec les Hokies en attaque et en défense. Il est membre du Hall of Fame des Hokies depuis 1983.
Drafté par les Colts de Baltimore, il joua 136 matchs en 11 saisons en NFL et remporta deux titres NFL en 1958 et 1959. Il fut notamment déterminant lors de la finale en 1958 en réalisant un block parfait permettant aux Colts d'arracher la victoire dans les ultimes secondes. Calme et modeste, il était surnommé « George Priest » par ses coéquipiers.